# Casapus hirsutus
Casapus hirsutus is een keversoort uit de familie klopkevers (Ptinidae). De wetenschappelijke naam van de soort werd in 1996 gepubliceerd door Bellés.